# Liste des évêques de Châlons-en-Champagne
Ne doit pas être confondu avec Liste des évêques de Chalon-sur-Saône.
Cet article fournit la liste des évêques du diocèse de Châlons-en-Champagne (« Châlons-sur-Marne » aux XIXe et XXe siècles).
En tant que titulaire de l'une des anciennes pairies de France, l'évêque-comte de Châlons portait l'anneau du Roi au cours de la cérémonie du sacre du roi de France.

## Liste

### Antiquité- duIIIeauVesiècle
- vers 260-280 : saint Memmie ou Menge
- Saint Donatien
- Saint Domitien
- Amable
- vers 300 : Didier
- vers 340 : Sanctissimus
- vers 400 : Provinctus
- 433-480 : Saint Alpin
- 480-500 : Amand (ou Amandin)

Vitraux de la cathédrale Saint-Étienne de Châlons
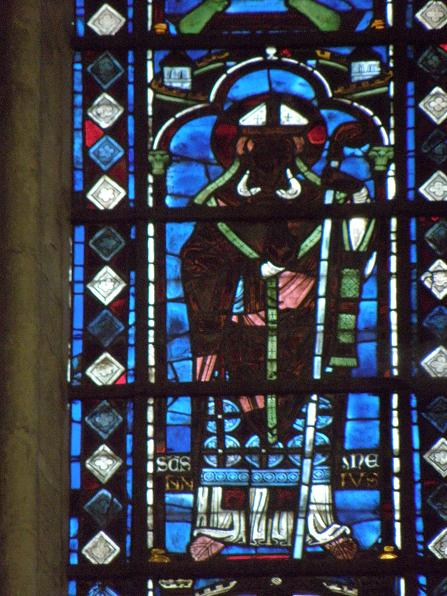
Saint Memmie
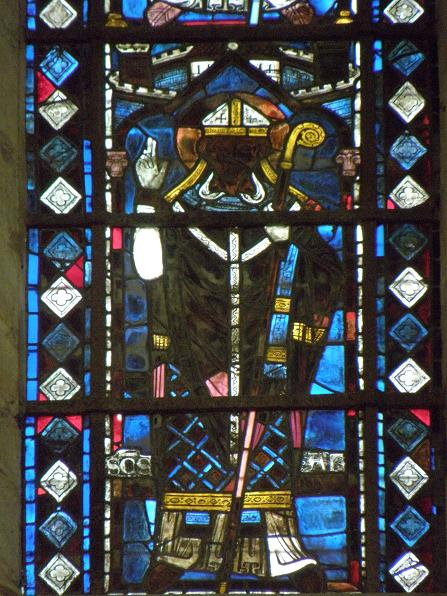
Saint Alpin

### Haut Moyen Âge- duVIeauXesiècle
- 500 : Florand
- vers 515 : Providerius
- vers 530 : Prodictor (ou Proditor, ou Productor)
- 535-541 : Loup Ier
- Papion
- vers 565 : Euchaire
- 578 : Teutinodus (ou Teutmodus)
- 579 : Saint Elaphe
- 588-596 : Saint Lumier
- 596-625 : Félix Ier
- ~ 639 : Berthoindus[4]
- Ragnebaud
- vers 660 : Landebert
- vers 685 : Arnoul Ier
- 693 : Bertoin
- Félix II
- Bladald
- Scaricus
- vers 770 : Ricaire
- 770-784 : Willibald
- 784-804 : Beuve (ou Bovo) Ier
- 804-810 : Bienheureux Hildegrin († 827); fêté le 19 juin[5]
- 810-835 : Adelelmus
- 835-857 : Loup II
- 857-868 : Erchenrad
- 868-878 : Willibert
- 878-887 : Bernon
- 887-894 : Rodoald
- 894-908 : Mancion
- 908-912 : Létold
- 912-947 : Beuve (ou Bovo) II (fils de Théodoric II de Ringelheim[6])
- 947-998 : Gibuin Ier
- 998-1004 : Gibuin II

### Moyen Âge central- duXIeauXIIIesiècle
- 1004-1008 : Guy Ier
- 1008-1042 : Roger Ier
- 1042-1066 : Roger II de Thuringe
- 1066-1092 : Roger III de Hainaut, fils du comte Herman de Hainaut
- 1093-1100 : Philippe Ier de Champagne († 5 avril 1100)
- 1100-1113 : Hugues Ier
- 1113-1121 : Guillaume Ier de Champeaux († 18 janvier 1121)
- 1122-1126 : Ebles de Ramerupt, ou Ebal, dit également de Montdidier ou de Roucy († 21 juin 1126)
- 1127-1130 : Albéric de Reims, ou Aubry ou encore Erlebert († 14 août 1130), élu mais non confirmé par le pape
- 1131-1142 : Geoffroy Ier
- 1142-1147 : Guy II de Pierrepont
- 1147-1152 : Barthélémy de Senlis
- 1152-1153 : Aymon de Bazoches
- 1153-1162 : Boson
- 1162-1163 : Guy de Dampierre, élu mais mort avant d'être sacré
- 1164-1190 : Guy III de Joinville
- 1190-1200 : Rotrou du Perche
- 1200-1214 : Gérard de Douai
- 1215-1226 : Guillaume II du Perche († 1226), également comte du Perche

1226-1228 : siège vacant
- 1228-1237 : Philippe II de Nemours-Méréville
- 1237-1248 : Geoffroy II de Grandpré
- 1248-1261 : Pierre Ier de Hans
- 1262-1272 : Conon de Vitry
- 1272-1273 : Arnoul II
- 1273-1284 : Rémi de Somme-Tourbe
- 1284-1313 : Jean Ier de Châteauvillain

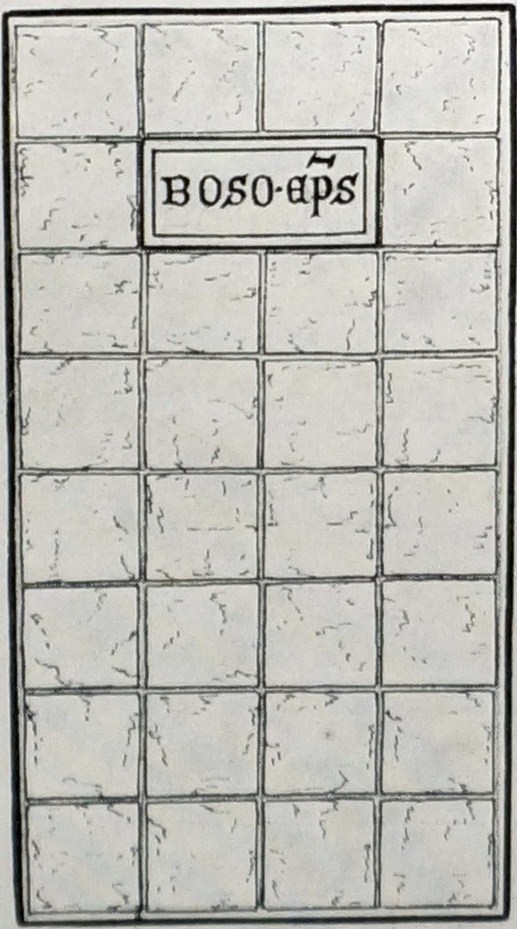
Tombeau de l'évêque Boson.
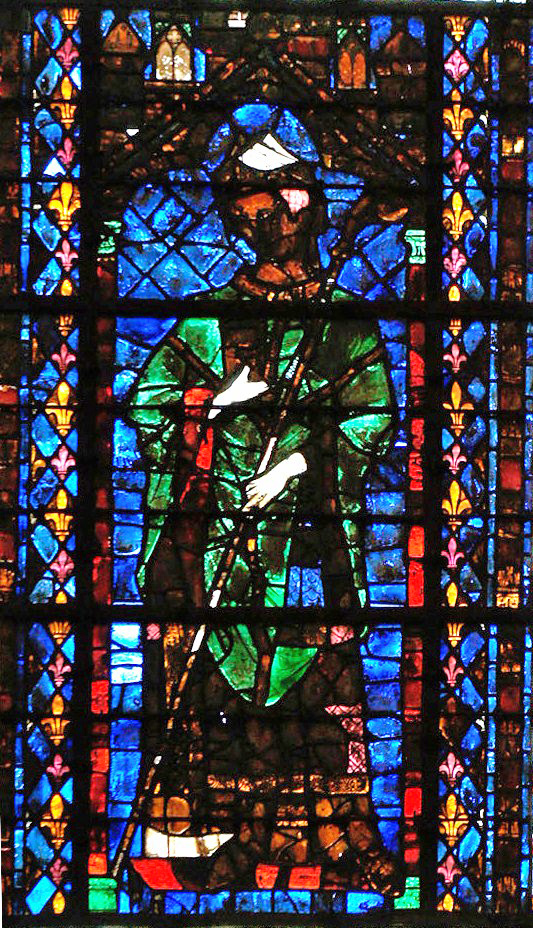
Pierre de Hans (vitrail de la cathédrale de Châlons).
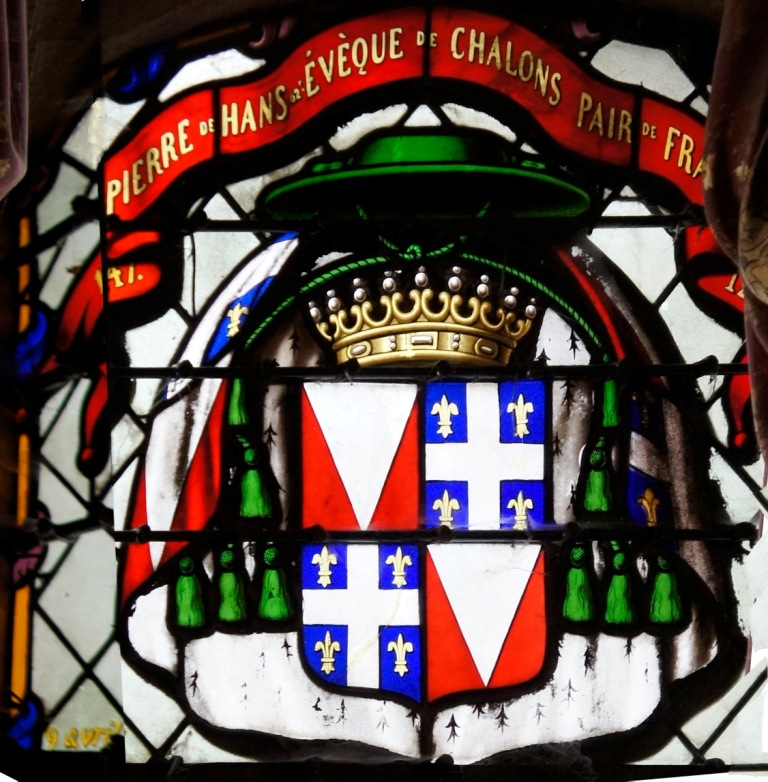
Armoiries de Pierre Ier de Hans Vitrail de l'église de Hans (Marne)

### Moyen Âge tardif- duXIVeauXVesiècle
- 1313-1328 : Pierre II de Latilly

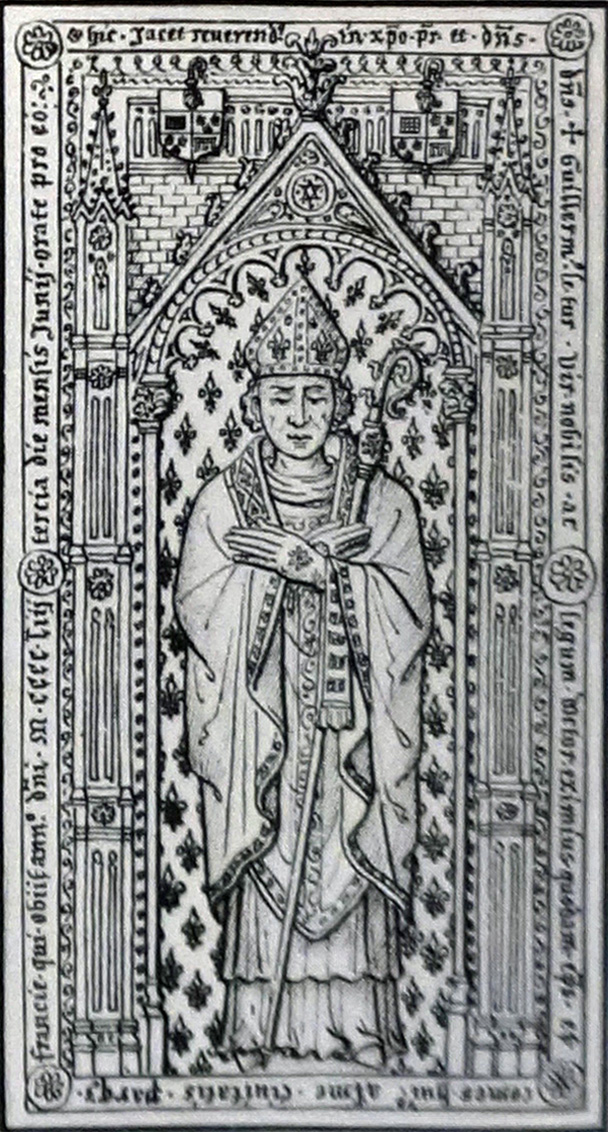
Gisant de Guillaume le Tur, cathédrale de Châlons.

- 1328-1335 : Simon de Châteauvillain († 8 janvier 1335)
- 1335-1339 : Philippe III de Melun, archevêque de Sens en 1338
- 1339 : Jean II de Mandevillain
- 1340-1351 : Jean III Happe
- 1352-1356 : Regnaud Chauveau († bataille de Poitiers 19 septembre 1356)
- 1357-1389 : Archambaud de Lautrec († 10 novembre 1389)
- 1389-1413 : Charles de Poitiers (1389 - septembre 1413)
- 1413-1420 : Louis, cardinal de Bar (novembre 1413 - janvier 1420)
- 1420-1438 : Jean IV de Sarrebrück (janvier 1420 - † 30 novembre 1438)
- 1439 : Jean V Tudert, mort en 1439 avant d'avoir été sacré
- 1440-1453 : Guillaume III Le Tur (juillet 1440 - † 10 juin 1453)
- 1453-1503 : Geoffroy III de Saint-Géran (dit Geoffroy Soreau), neveu d'Agnès Sorel novembre 1453 à †  30 août 1503)

### Renaissance- leXVIesiècle
- 1503-1535 : Gilles de Luxembourg (mars 1504 - février 1535)
- 1535-1549 : Robert, cardinal de Lenoncourt (c. 1510 - † 2 février 1561)
- 1550-1556 : Philippe IV de Lenoncourt (1527 - † 1592), neveu du précédent
- 1556-1571 : Jérome « Burgensis » ou Jérôme de Burges (avril 1556 - 1571)
- 1571-1573 : Nicolas Clausse de Marchaumont (décembre 1571 - septembre 1573)

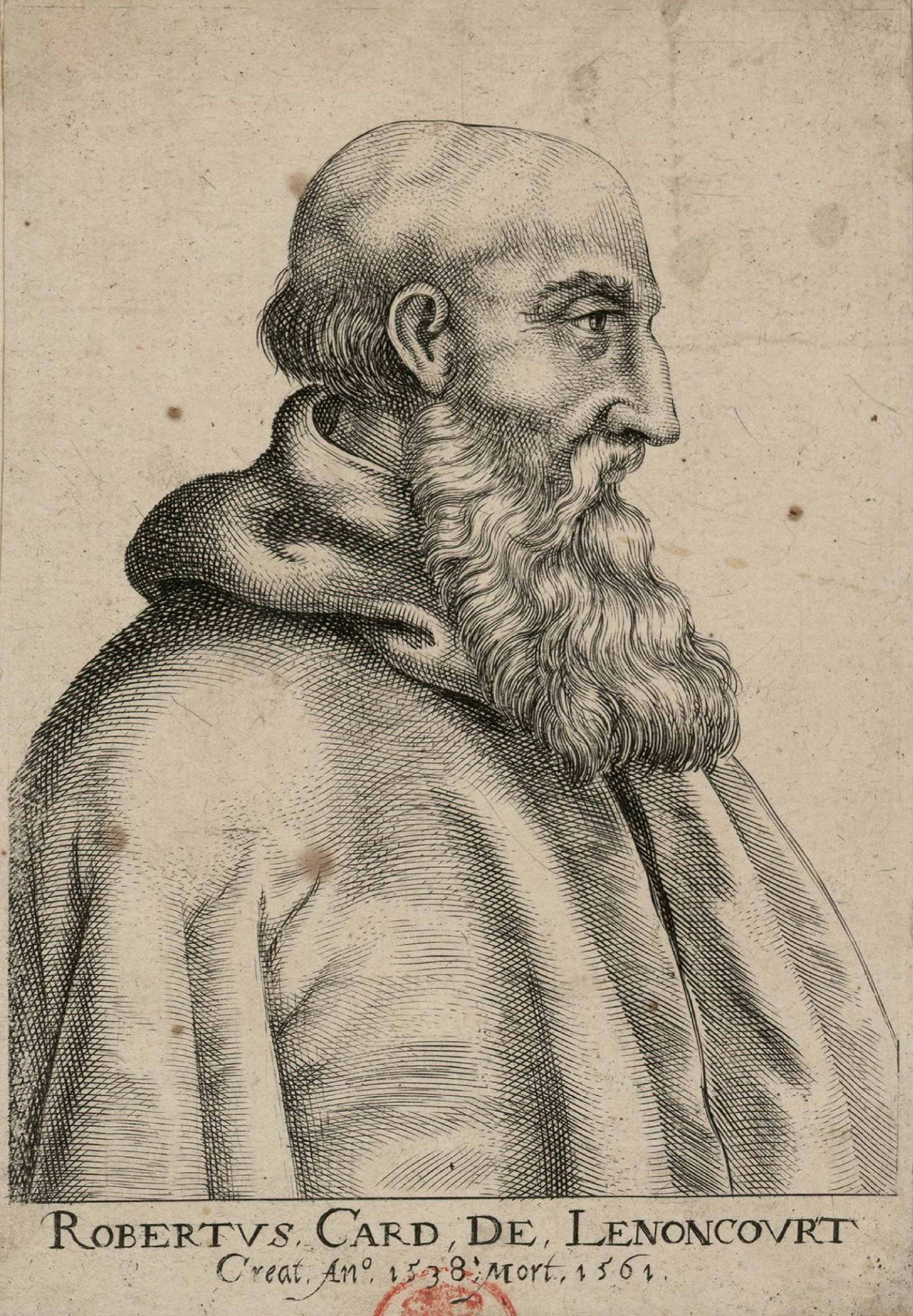
Robert de Lenoncourt
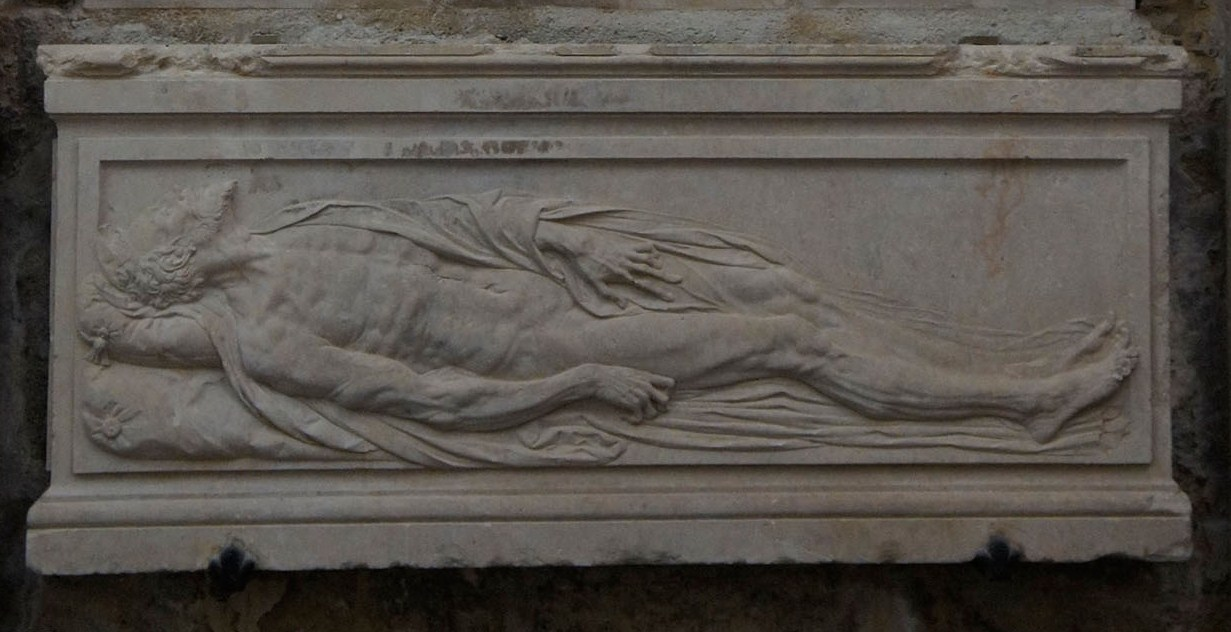
Gisant de Jérome « Burgensis » (cathédrale Saint-Étienne de Châlons)

### L'absolutisme- leXVIIesiècle

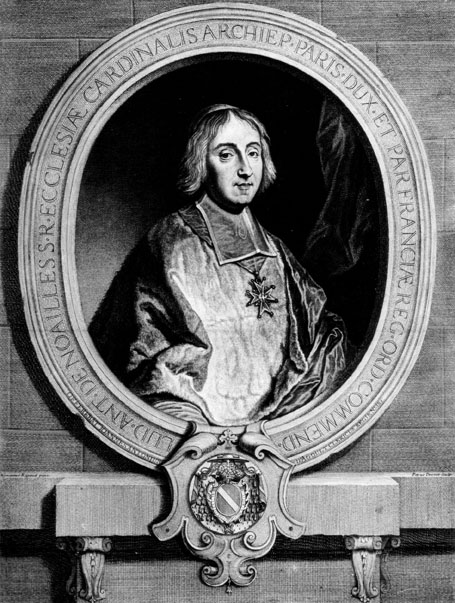
Louis Antoine de Noailles.

- 1575-1624 : Côme Clausse de Marchaumont (février 1575 - † 22 mars 1624)
- 1624-1640 : Henri Clausse de Fleury (août 1624 - † 13 décembre 1640)
- 1642-1680 : Félix III Vialart de Herse (juillet 1642 - † 11 juin 1680)
- 1680-1695 : Louis Antoine de Noailles (juin 1680 - août 1695)

### Le Siècle des Lumières- leXVIIIesiècle
- 1696-1720 : Jean-Baptiste-Louis-Gaston de Noailles (mai 1696 - † 15 septembre 1720)
- 1721-1733 : Nicolas-Charles de Saulx-Tavannes (novembre 1721 - août 1733)
- 1734-1763 : Claude-Antoine de Choiseul-Beaupré (mars 1734 - † 2 octobre 1763)
- 1763-1763 : Antoine de Lastic († 23 décembre 1763, n'a pas obtenu ses bulles de provision)
- 1764-1781 : Antoine-Eléonore-Léon Le Clerc de Juigné de Neuchelles (avril 1764 - décembre 1781)
- 1782-1790 : Anne-Antoine-Jules de Clermont-Tonnerre (avril 1782 - juillet 1790)

1790-1801 : siège vacant selon l'Église catholique romaine
- - mars 1791-1794 : Nicolas Diot[7],[8], évêque constitutionnel du département de la Marne

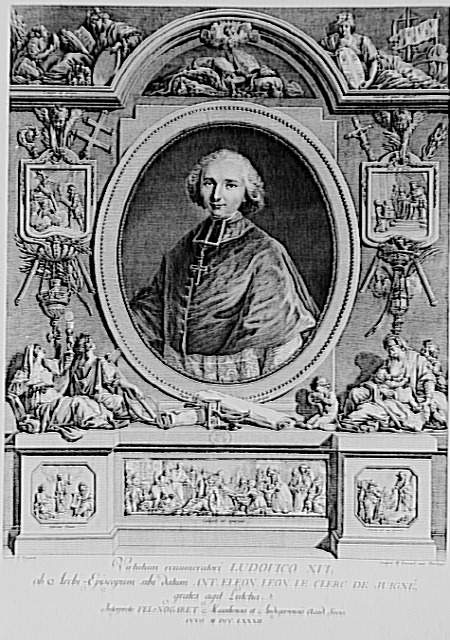
Antoine-Éléonor-Léon Leclerc de Juigné (1764-1781).

### LeXIXesiècle
1801-1824 : Siège supprimé par le Concordat de 1801
- 1824-1860 : Marie-Joseph-François-Victor Monyer de Prilly
- 1860-1864 : Jean-Honoré Bara (coadjuteur depuis 1856)
- 1864-1882 : Guillaume-René Meignan
- 1882-1894 : Guillaume-Marie-Romain Sourrieu (transféré à Rouen en 1894)

### LeXXesiècle
- 1894-1907 : Michel-André Latty, transféré à Avignon en 1907
- 1908-1912 : Hector-Irénée Sevin, transféré à Lyon en 1912
- 1912-1948 : Joseph-Marie Tissier
- 1948-1973 : René-Joseph Piérard, retiré en 1973, auparavant évêque titulaire de Juliopolis (de)
- 1973-1998 : Lucien-Emile Bardonne, retiré en 1998

### LeXXIesiècle
- 1999-2015 : Gilbert Louis, retiré en 2015
- 2015-2023 : François Touvet, transféré à Fréjus-Toulon en tant que coadjuteur
- Depuis 2025 : Franck Javary